# نيكولاوس بلوم
نيكولاوس بلوم (بالألمانية: Nikolaus Blum) (و. 1857 – 1919 م) هو كاهن كاثوليكي، من ألمانيا، توفي عن عمر يناهز 62 عاماً.